# Электронная демократия
Электро́нная демокра́тия или о́блачная демокра́тия («э-демокра́тия», «виртуа́льная демокра́тия», «о́блачная демокра́тия») — форма демократии, характеризующаяся использованием информационно-коммуникационных технологий (ИКТ) как основного средства для коллективных мыслительных (краудсорсинг) и административных процессов (информирования, принятия совместных решений — электронное голосование, контролирование исполнения решений и т. д.) на всех уровнях — начиная с уровня местного самоуправления и заканчивая международным.
В основе представления об эффективности э-демократии лежат как теоретические исследования (информационная теория демократии), так и экспериментальные данные, полученные, например, в ходе исследований коллективного разума.

## Терминология
Следует различать э-демократию и электронное правительство. Стивен Клифт (Steven Clift) подчёркивает:
«Электронная демократия» (e-democracy) и «электронное правительство» (e-government) — это совершенно разные понятия. Если последнее означает повышение оперативности и удобства доступа к услугам государства из любого места и в любое время, то первое относится к использованию информационных технологий для расширения возможностей каждого гражданина.
Некоторые исследователи (например, социолог Игорь Эйдман) вместо термина э-демократия употребляют термин сетевая демократия.

Грачев М. Н. и Мадатов А. С. дают такое определение э-демократии: 
основанный на применении сетевых компьютерных технологий механизм обеспечения политической коммуникации, способствующий реализации принципов народовластия и позволяющий привести политическое устройство в соответствие с реальными потребностями становящегося информационного общества

## Электронная демократия в Эстонии
Основная статья: э-Эстония

Основная статья: Электронная подпись в Эстонии

С 2000 года правительство Эстонии перешло к безбумажным заседаниям кабинета министров, пользуясь электронной сетью документации в Интернете. По результатам конкурса Европейской комиссии проект переведения госсектора на электронную документацию, в результате которого к электронному обмену документами присоединилось уже около 500 учреждений, в том числе все министерства, уездные управы и почти все департаменты и инспекции, был признан лучшим в Европе.
С 2000 года в Эстонии можно подавать налоговые декларации электронным путём. В 2010 году 92 % налоговых деклараций в Эстонии были предоставлены через Интернет. Через единый портал гражданин по сети Интернет может получать различные государственные услуги.
Сегмент Интернета в Эстонии является одним из наиболее развитых как в Европе, так и во всём мире. В 2019 году, по данным МСЭ, в стране насчитывалось 1 276 521 интернет-пользователь, что составляло примерно 97,9 % от населения страны, по этому показателя Эстония занимала 1-е место в ЕС. По данным десятого доклада аналитического центра Freedom House, анализирующего права и свободы людей в публичном веб-пространстве в 65 странах мира, который охватывает период с июня 2019 года по июнь 2020 года: Эстония занимает второе место в мире по свободе интернета после Исландии В рейтинге развития информационных технологий Эстония занимает 24-е место среди 142 стран мира, а в рейтинге открытости Интернета уверенно лидирует. 71 % владельцев домов и квартир, а также все эстонские школы имеют точки выхода в Интернет. В стране создано более 1100 бесплатных Wi-Fi-зон. С 2006 года в Эстонии началось строительство беспроводных сетей WiMAX, которые к 2013 году покрывают почти всю территорию страны.
По состоянию на январь 2009 года в Эстонии проживали более 1 000 000 обладателей ID-карт (90 % всего населения Эстонии). ID-карта является удостоверяющим личность документом для всех граждан Эстонии старше 15 лет и постоянных жителей Эстонии, находящихся в стране на основании вида на жительство. С помощью ID-карты жители Эстонии могут удостоверить свою личность как обычным, так и электронным способом, а также использовать карту для оформления цифровой подписи, для участия в выборах и даже покупки проездных билетов на общественный транспорт.

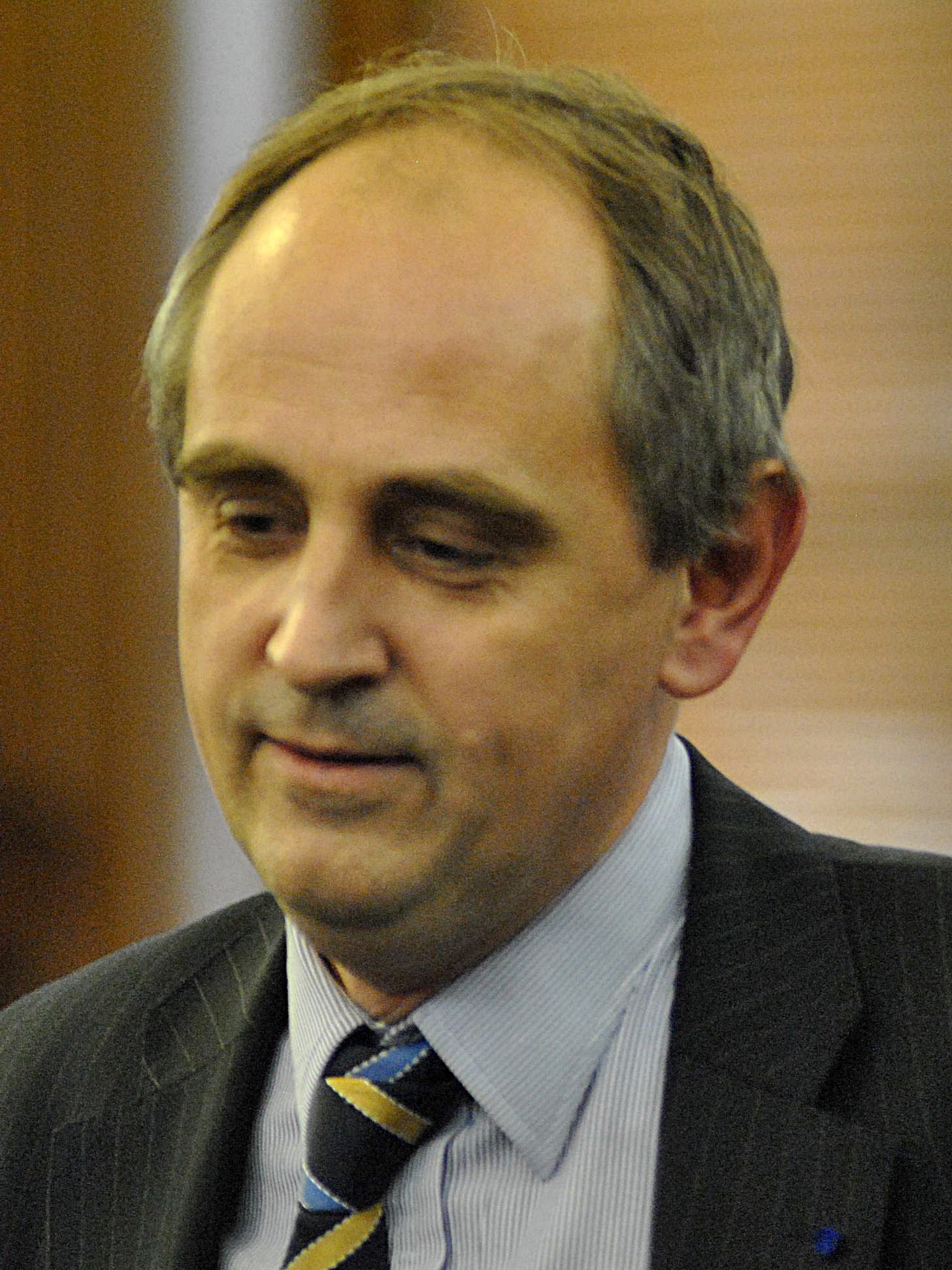
Первый электронный резидент Эстонии, британский журналист Эдвард Лукас

В октябре 2005 года прошли интернет-выборы в органы местных самоуправлений. Эстония стала первой страной в мире, реализовавшей голосование через интернет как одно из средств подачи голосов. В 2007 году Эстония стала первой в мире страной, предоставившей своим избирателям возможность голосовать через Интернет на парламентских выборах. На прошедших парламентских выборах 2019 года в Эстонии через интернет были поданы рекордные 247 232 голоса, 43,8 % от общего числа.

#### Электронное резидентство
Электронное резидентство (e-Residency) — программа, запущенная правительством Эстонии 1 декабря 2014 года, которая позволяет людям, не являющимся гражданами Эстонии, иметь доступ к таким услугам со стороны Эстонии, как формирование компании, банковские услуги, обработка платежей и оплата налогов. Программа даёт всем её участникам (так называемым e-resident) смарт-карты, которые они могут использовать в дальнейшем для подписания документов. Программа направлена на людей из не зависящих от местоположения сфер предпринимательства, например, разработчиков программного обеспечения и писателей.
Первым виртуальным резидентом Эстонии стал британский журналист Эдвард Лукас.
Виртуальное резидентство не связано с гражданством и не дает прав физически посещать или переселяться в Эстонию. Виртуальное резидентство не влияет на налогообложение доходов резидентов, не делает обязанностью платить подоходный налог в Эстонии и не освобождает от налогообложения доходов в стране проживания (гражданства / подданства) резидента. Виртуальное резидентство позволяет использовать следующие возможности: регистрация компании, подписание документов, зашифрованный обмен документами, онлайн-банкинг, подача налоговой декларации, а также управление медицинскими услугами, связанными с медицинскими рецептами. Смарт-карта, выданная в соответствующих органах, предоставляет доступ к услугам. Регистрация бизнеса в Эстонии является «полезным для предпринимателей в интернете на развивающихся рынках, которые не имеют доступа к поставщикам онлайн платежей», а также для стартапов с таких стран, как Украина или Белоруссия, которые подвергаются финансовым ограничениям со стороны их правительств.
По состоянию на 2019 года электронными резидентами Эстонии стали более 60 000 человек, на 2020 год — более 65 000 человек, ими было создано более 10 100 компаний. За 5 лет работы программа принесла более € 35 млн прямого дохода экономике Эстонии, а также другие косвенные экономические выгоды. По состоянию на 2021 год электронными резидентами Эстонии стали более 80 000 человек из 170 стран мира.

## Электронная демократия в России
Электронная демократия в России делает свои первые шаги. Ниже приводится список недавно возникших проектов, находящиеся в разных стадиях работоспособности.

### «Демократор»
В феврале 2010 года в России был запущен сайт Демократор, который позволяет гражданам объединяться вокруг общих социально-значимых проблем, совместно редактировать тексты коллективных обращений в органы государственной власти и местного самоуправления, отслеживать состояние работы по указанным коллективным обращениям.
Сайт Демократор позиционируется как площадка для публичных коллективных обращений в органы государственной власти и местного самоуправления. Основное отличие данного сайта от аналогичных проектов заключается в принципе «после того как обращение набирает 50 подписей, оно оформляется на бумажном носителе и отправляется в тот или иной орган государственной власти».
Благодаря действующему в России Федеральному закону № 59-ФЗ от 2 мая 2006 года «О порядке рассмотрения обращений граждан Российской Федерации», такой подход обеспечивает проекту Демократор высокую эффективность при решении проблем.
Основные особенности проекта:
- коллективное редактирование текстов обращений, коллективное участие пользователей при подготовке писем;
- возможность для пользователей оценить полученные ответы органов власти и возможность посмотреть как пользователи оценивают работу органов власти.

### «Демократия-2»
6 июня 2011 года в Москве депутат екатеринбургской городской думы и член «Солидарности» Леонид Волков и оппозиционный политолог Фёдор Крашенинников представили книгу «Облачная демократия» о перспективах развития института выборов и принципов демократии при помощи информационных технологий. По словам, Л.Волкова,

в основе модели лежат три основные технические идеи. Первая — в подвижности выбора, то есть мерить волю избирателей не раз в 4 года, а на тех или иных технологических принципах давать им возможность это делать чаще. Вторая идея — это матричное делегирование, то есть возможность человеку делегировать свой голос тому или иному представителю, но необязательно одному — можно разным представителям по разным вопросам. Третья идея, которую мы называем «принудительной честностью» состоит в том, чтобы уровень открытости информации о людях, которые являются соискателями каких-то позиций в этой политической системе, все более возрастал по мере возрастания значимости позиции, на которую они претендуют.
Волков сообщил, что технологически система для реализации проекта будет создана уже в октябре 2011 года.
Присутствовавший на презентации книги юрист и блогер Алексей Навальный заявил о своей поддержке идей облачной демократии.
7 июня 2011 года социолог и специалист в области сетевых технологий Игорь Эйдман подверг критике проект «облачной демократии», в особенности идею матричного делегирования. По мнению Эйдмана, в российских условиях она приведёт к массовой скупке и вымогательству доверенностей на голосование, к засилью оппозиционных «вождей», распоряжающихся голосами рядовых участников.
19 июня Леонид Волков и Фёдор Крашенников рассказали о своём проекте участникам гражданского форума «Антиселигер».
3 июля на заседании Федерального политсовета «Солидарности» концепция «облачной демократии» была названа перспективной для реализации проекта интернет-демократии, одного из четырёх стратегических проектов движения.
2 октября на гражданском форуме «Последняя осень» прошла презентация сайта «Демократия 2», созданного в русле концепции «облачной демократии». Тогда же началась регистрация участников на сайте.
В настоящее время сайт находится в фазе тестирования, функциональность его постепенно расширяется. По состоянию на 16.10.2011, сайт насчитывал около 1000 участников (группа «Федерация»).
22 октября появилась улучшенная версия сайта, включающая новый дизайн, уведомления о новых комментариях, личные сообщения, делегирование голосов, механизм петиций и газету «Демократия сегодня».
27 декабря известный экономист и общественный деятель Андрей Илларионов выступил с программной статьёй «Декабрьские тезисы для граждан России», в которой, в частности, рекомендовал использование сайта «Демократия 2» для обсуждения и решения всех вопросов, относящихся к общегражданскому движению, и организации голосований участников. Статья Илларионова была опубликована на многих оппозиционных сайтах. После этого численность участников сайта «Демократия 2» быстро возросла и в середине января 2012 года была близка к 3 тысячам.
9 января 2012 года Игорь Эйдман снова подверг проект «Демократия 2» резкой критике, указав на отсутствие эффективного механизма корректного массового голосования, закрытость группы разработчиков, непрозрачность финансирования и др. Он также обвинил авторов проекта в плагиате своих идей. Эйдман обратился к Алексею Навальному с предложением собрать средства от общественности на проект электронной демократии, сформировать наблюдательный совет и провести открытый тендер на выбор подрядчика для создания сайта электронной демократии.
16 января 2012 года состоялся запуск бета-версии сайта, в которой будет реализована вся необходимая функциональность.
Проект финансируется на средства бизнесмена Сергия Колесникова, который ранее обвинил Путина в коррупции; в настоящее время Колесников скрывается в США. По словам Леонида Волкова, Колесников взял на себя обязательства не вмешиваться в дела проекта и передать все права на него в руки сообщества его пользователей.
С декабря 2012 года на сайте Демократия-2 проводятся голосования членов Координационного Совета российской оппозиции (раздел голосований).
По состоянию на 28.07.2019 сайт проекта не функционирует.

### Фонд информационной демократии
Фонд информационной демократии — российская некоммерческая организация, объединяющая специалистов в области информационных технологий, политологии, управления, чья деятельность направлена на развитие гражданского общества и содействие внедрению информационных технологий в государственном и муниципальном управлении.
Миссия Фонда — способствовать обновлению демократических институтов, построению правового государства и гражданского общества путём создания и развития механизмов постоянного и прямого участия граждан в управлении государством с помощью современных информационных технологий. Пост президента Фонда занял бывший замминистра Минкомсвязи РФ — Илья Массух.
Среди запущенных проектов Фонда: Российская общественная инициатива и открытый экспертный клуб, первое и единственное заседание которого состоялось 16 октября 2012 года. Также в ближайшее время Фонд информационной демократии обещает запустить универсальный конструктор сайтов для муниципалитетов.

### Фонд развития электронной демократии
30 марта 2011 года состоялась пресс-конференция, на которой было объявлено о планах создания Фонда развития электронной демократии (ФРЭД) и представлены две системы LiquidDemocracy (дословно жидкая демократия или подвижная демократия в вольном переводе) — модели демократии с делегированием голосов: LiquidFeedback PPRu.b30 и Liquidizer. Учредителями Фонда выступили депутат И. Пономарёв, социолог Игорь Эйдман, активисты Пиратской партии России П. Рассудов, С. Шакиров и В. Чижевский, специалист по открытым данным И. Бегтин, историк А. Шубин, общественные деятели Г. Жуков, В. Бианки и А. Семёнов.
В ходе деятельности Фонда к числу его проектов добавились «Web-соседи» и «Прямая викидемократия». 25 февраля 2012 года ФРЭД провёл первый форсайт на тему электронной демократии в России, в котором принял участие министр связи и массовых коммуникаций РФ Игорь Щёголев. После проведённого 17-18 мая 2012 года первого Федерального конгресса по электронной демократии ФРЭД совместно с Пиратской партией России сосредоточился на работе над альтернативной концепцией развития электронной демократии в России.

### Координационный Совет российской оппозиции
На московском митинге 12 июня 2012 года было объявлено о предстоящих выборах в Координационный Совет российской оппозиции — постоянный орган, который будет легитимно представлять оппозицию. Выборы состоялись 20-22 октября 2012 года. Регистрация кандидатов и избирателей ведётся на сайте cvk2012.org.
Голосовать на выборах могут все граждане России, зарегистрироваться кандидатами — граждане России, разделяющие требования митингов за честные выборы и внёсшие на организацию выборов от 5 до 10 тыс. рублей.
В выборах участвовали кандидаты от общегражданского списка, а также трех курий — левой, либеральной и националистической. Всего было избрано 45 человек. Всего на места в КС претендовали 211 кандидатов. Координационный Совет избирается на один год, после чего будут проведены новые выборы.

### Пиратская партия России
15 сентября 2013 года состоялось расширенное собрание Федерального Конвента Пиратской партии России, на котором приняты решения о создании комплексной системы для развития внутрипартийной электронной демократии и формировании управляющего органа партии - борды, партия перешла на коллективное управление, основанное на принципах прямой электронной демократии. Электронная демократия и открытое правительство являются одним из главных направлений деятельности партии, а также её основной политической целью.  В Уставе партии прямая электронная демократия закреплена как один из руководящих принципов.

### Политическая сеть прямой электронной демократии
В феврале 2011 года на сайте «Путин должен уйти» запущена Политическая сеть прямой электронной демократии, объединяющая подписантов одноимённого обращения к гражданам России от 10 марта 2010 года. Стратегической целью сети объявлено проведение подлинно демократических выборов всех уровней власти в стране, формирования гарантированного Конституцией РФ демократического, социального, правового государства, а тактической — отставка правительства Владимира Путина. Методы реализации задач сети: активное участие в политической жизни страны, ненасильственные протестные акции, борьба с нарушениями прав и свобод граждан. Однако проект остался недоработанным, активность на сайте сети очень низка.

### «AlterRussia»
Виртуальная республика Alter Russia даёт возможность проявить себя в управлении страной. Проект создан в апреле 2011 года как демократическая Интернет-площадка для обсуждения и разработки инициатив граждан. На проекте исключена политическая цензура и не действуют правила корпоративной политкорректности, свойственные обюрократившемуся истеблишменту России. Каждый зарегистрированный пользователь портала может предложить свой закон или свою поправку к уже действующим законам Российской Федерации. Все предложения, принятые большинством голосов сообщества пользователей, получают статус Закона виртуальной республики. Они доводятся до сведения чиновников, министров, депутатов и лидеров политических партий Российской Федерации.

### «Просто россияне»
Общественное движение «Просто россияне» создано в интернете в 11 января 2010 года и сегодня развивается на принципах сетевой (электронной) демократии. Движение создано по инициативе и на средства Дмитрия Барановского. В сентябре 2011 года путём голосования на сайте выбран коллегиальный руководящий орган движения — Совет. В Совет входит 7 членов из разных городов. Движение активно занимается правозащитной деятельностью и борьбой с коррупцией. В целях движения — создание системы гражданского самоуправления. В октябре 2011 года число участников движения составляло свыше 3200 человек.

### Сетевой парламент
18 марта 2011 года «Новая газета» объявила о начале выборов Сетевого парламента рунета. На первом этапе посетители сайта предложили 419 кандидатов. Затем из него был отобран лонг-лист в 100 кандидатов. 5 апреля было проведено финальное голосование и выбраны 15 депутатов, получивших большинство голосов.
На первых этапах голосования возникли большие накрутки определённых кандидатов (в основном с еврейскими фамилиями, чтобы дискредитировать проект) с использованием ботов. Потом организаторы в какой-то мере отчистили результаты от голосов ботов, ввели капчу и ограничили многократное голосование с одного IP-адреса (не более раза в час). Результаты стали более адекватными.
По результатам голосований в Сетевой парламент были избраны (в порядке числа поданных голосов):
- Георгий Литвинов (псевдоним: Артем Драгунов) — саунд-продюсер из Германии, блогер;
- Станислав Шакиров — вице-председатель Пиратской партии России;
- Юрий Шевчук — музыкант;
- Алексей Навальный — юрист, политик;
- Александр Никонов — писатель, председатель Атеистического общества Москвы;
- Михаил Вельмакин — сопредседатель московского отделения движения «Солидарность»;
- Дмитрий Евсюткин — лидер «Партии лысых»;
- Андрей Алтухов — исполнительный директор «Союза молодых консерваторов»;
- Вера Кичанова — журналист, член Либертарианской партии России;
- Евгений Коновалов — председатель Российского социал-демократического союза молодёжи;
- Артем Прокофьев — член КПРФ;
- Юрий Плавский — ликвидатор чернобыльской катастрофы;
- Андрей Пионтковский — политолог, журналист;
- Сергей Курт-Аджиев — журналист;
- Владимир Рыжков — политик, сопредседатель Партии народной свободы[55].

После избрания некоторые депутаты подготовили видеообращения к избирателям, которые были опубликованы на сайте «Новой газеты». Однако затем (по данным на март 2012 года) никакой деятельности Сетевой парламент не проводил (см. например запись в блоге депутата Литвинова).

### Интернет Партия Российской Федерации
Первая зарегистрированная Минюстом российская политическая партия, собранная через Интернет, и первая партия с интерактивной политической программой, ИПРФ поставила себе целью собрать лучшие интеллектуальные ресурсы Рунета и дать возможность каждому поучаствовать в разработке, принятии и продвижении серьёзных политических решений. Руководство партии постоянно подчёркивает, что основная цель ИПРФ — практическая работа, а не протест.

### Портал Гражданских прав и обязанностей Куда-Кому
Электронная демократия на этом портале реализуется посредством сервиса составления жалоб и заявлений в любой орган власти на территории России, бесплатное онлайн-составление исковых и других заявлений.

### Интернет-портал «Лица Саратовской губернии»
«Лица Саратовской губернии» — интернет-проект, претворяющий в жизнь идею электронной демократии на региональном уровне Саратовской области. Сайт действует с 2009 года.
Портал дает возможность жителям области сообщать органам власти, силовым структурам о возникающих затруднительных ситуациях, внести свои предложения и инициативы публично, минуя бюрократические препоны. Здесь можно посмотреть представителям всех саратовских ветвей власти, что называется, в глаза. И не только посмотреть, но и задать вопрос и даже получить вразумительный ответ, что в условиях нашей подчас совершенно глухой к мнению народа власти само по себе уникально. Здесь можно принять участие в голосовании и собственноручно поднять или опустить рейтинг того или иного политика. По сути, это полноценная общественная приемная, аналогов которой в области пока нет.
Интернет-портал «Лица Саратовской губернии», базируясь на кремлёвских идеях электронной демократии, работает по следующим принципам.
1. Персонализация личности в структуре власти. Гражданин обращается посредством портала к конкретному чиновнику или депутату, а не к обезличенному бюрократическому аппарату.
2. Публичность. Диалог представителей власти с жителями областями происходит открыто, каждый посетитель портала может увидеть как вопрос гражданина, так и ответ на него. Тем самым становится труднее для чиновников «закрыть глаза» на проблему, следовательно, приходится предпринимать шаги по решению вопросов. Именно публичность обращения заставляет «слуг народа» реагировать на проблемы и обращения граждан.
3. Региональная локация. Портал функционирует на местном уровне, уровне Саратовской области. Этим достигается лучшее понимание животрепещущих вопросов, большая заинтересованность в их решении чиновников на местах, и, как следствие, большая оперативность в решении проблем и адресная помощь.
Идея электронной демократии на интернет-портале «Лица Саратовской губернии» осуществляется в рамках функционирования виртуальной «приёмной» — прямого диалога жителей области с чиновниками, политиками, бизнесменами и знаменитостями по проблемным вопросам. Кроме того, на портале регулярно проводятся актуальные для саратовчан голосования (рейтинги влияния силовиков области, рейтинги депутатов областной думы и пр.). Зарегистрировавшийся на сайте пользователь может вести свой блог, высказать своё мнение по актуальным для области и страны событиям. Жители области могут пожаловаться на возникающие проблемы (вымогательство взятки, очереди в детские сады, нарушения ПДД, нарушения в работе чиновников и прочее) представителям власти, в чьей компетенции находятся эти вопросы.
Со своей стороны, государственные структуры, ряд политиков и депутатов активно сотрудничают с порталом «Лица Саратовской губернии», реагируя на обращения граждан. Благодаря такому диалогу, интерактивному взаимодействию представителей власти и простых людей посредством интернет-портала повышается уровень доверия к муниципальным властям, растёт эффективность и адресность проводимой в регионе политики.
Сайт «Лица Саратовской губернии» является важной формой интерактивного взаимодействия с саратовчанами в рамках реализации идей э-демократии.

### Иностранные площадки для создания обращений и сбора голосов
В России доступны международные порталы с русифицированным интерфейсом для создания петиций и сбора голосов: https://www.change.org, https://avaaz.org/page/ru/. Активно использует электронные средства (сайт, электронная почта) для сбора подписей под обращениями в корпорации и государственные органы Гринпис.

## Деятельность органов власти России в области электронной демократии

#### Деятельность правительства
В соответствии с распоряжением Правительства РФ от 20 октября 2010 года № 1815-р, утвердившим государственную программу «Информационное общество (2011—2020 годы)», реализуется мероприятие Создание сервисов для обеспечения общественного обсуждения и контроля за деятельностью органов государственной власти, создание инструментов общественного управления на муниципальном уровне (мероприятие 11 приложения 2 государственной программы). В рамках мероприятия Минкомсвязью России разработана федеральная государственная информационная система «Электронная демократия», одним из элементов которой является Единый портал электронной демократии Российской Федерации. Система позволяет:
- формировать и отправлять в органы власти всех уровней публичные, в том числе коллективные, обращения, отслеживать их статус, получать ответы;
- привязывать к карте проблемы, о которых сообщается в орган власти;
- проводить публичные обсуждения документов, сбор замечаний и предложений;
- вести блоги органов власти;
- оценивать качество принятых органом власти мер или ответа на обращение;
- формировать статистику качества работы органов власти на основании оценок граждан.

В июле-сентябре 2011 года по поручению Правительства РФ на сайте Фонда «Общественное мнение» проходило общественное обсуждение проекта федерального закона «О любительском рыболовстве». В обсуждении приняли участие 5.363 человека, были предложены 287 поправок. В ходе обсуждения велись рейтинги поправок и авторов.
Функционирует ФЕДЕРАЛЬНЫЙ ПОРТАЛ ПРОЕКТОВ НОРМАТИВНЫХ ПРАВОВЫХ АКТОВ, позволяющий пользователям
- узнать о новых законодательных инициативах;
- обсудить проекты, предложить идеи для их улучшения;
- оценить, как законы влияют на ведение бизнеса;
- принять участие в независимой антикоррупционной экспертизе;
- оценить эффективность действующих законов.

Во исполнение указа Президента Российской Федерации от 4 марта 2013 года N 183 "О рассмотрении общественных инициатив, направленных гражданами Российской Федерации с использованием интернет-ресурса «Российская общественная инициатива» функционирует ресурс.
Особого внимания заслуживает эксперимент с проведением в Интернете опросов при назначении тех или иных руководителей в ХМАО. В августе 2011 года губернатор Н. В. Комарова назначила директора департамента физкультуры и спорта по результатам публичного обсуждения кандидатур. Аналогично проходило назначение директора окружного департамента образования и молодёжной политики в ноябре того же года. При этом в проводившемся в блоге губернатора опросе приняли участие 80.318 человек. В июне 2012 года был принят регламент назначения главного врача Окружной клинической больницы в Ханты-Мансийске, согласно которому на утверждение будут внесены 2 кандидатуры, набравшие наибольший рейтинг среди телезрителей в ходе теледебатов.
Информационную роль играют Официальный интернет-портал правовой информации и официальный сайт Государственной Думы Российской Федерации.
См. также Электронное правительство.

### Деятельность Президента РФ
Важное значение для развития электронной демократии в Российской Федерации оказывает деятельность Президента Российской Федерации.
Так, Указом Президента Российской Федерации от 7 мая 2012 года № 601 «Об основных направлениях совершенствования системы государственного управления» Правительству Российской Федерации поручено обеспечить реализацию следующих мероприятий:
- сформировать систему раскрытия информации о разрабатываемых проектах нормативных правовых актов, результатах их общественного обсуждения, имея в виду:
  - создание единого ресурса в информационно-телекоммуникационной сети Интернет (далее — сеть Интернет) для размещения информации о разработке федеральными органами исполнительной власти проектов нормативных правовых актов, ходе и результатах их общественного обсуждения;
  - использование федеральными органами исполнительной власти в целях общественного обсуждения проектов нормативных правовых актов различных форм публичных консультаций, включая ведомственные ресурсы и специализированные ресурсы в сети Интернет;
  - предоставление не менее 60 дней для проведения публичных консультаций;
  - обязательное обобщение федеральными органами исполнительной власти — разработчиками проектов нормативных правовых актов результатов публичных консультаций и размещение соответствующей информации на едином ресурсе в сети Интернет;
- утвердить концепцию «российской общественной инициативы», предусматривающую:
  - создание технических и организационных условий для публичного представления предложений граждан с использованием специализированного ресурса в сети Интернет с 15 апреля 2013 года;
  - рассмотрение указанных предложений, получивших поддержку не менее 100 тысяч граждан в течение одного года, в Правительстве Российской Федерации после проработки этих предложений экспертной рабочей группой с участием депутатов Государственной Думы Федерального Собрания Российской Федерации, членов Совета Федерации Федерального Собрания Российской Федерации и представителей бизнес-сообщества;
- обеспечить доступ в сети Интернет к открытым данным, содержащимся в информационных системах органов государственной власти Российской Федерации.[67]